# 新苏格兰 (纽约州)
新苏格兰（英語：New Scotland）是位于美国纽约州奥尔巴尼县的一个镇，地处奥尔巴尼西南、奥尔巴尼县中部。2010年美国人口普查时，该镇有8648人。1832年，该镇从伯利恒镇的西部分出。